# Plateau (Band)
Plateau ist eine polnische Rockband aus Wołomin.

## Geschichte
Ihr erstes Demo brachte die Band, die damals aus Michał Szulim (Gitarre und Gesang), Dominik Rowicki (Bass) und Maciek Grajkowski (Schlagzeug) bestand, 2001 heraus. Im selben Jahr tourte Plateau durch Polen.
Im Juli 2002 nahm die Gruppe ihr erstes Musikvideo, einen Video-Livemitschnitt ihres Liedes Pomiędzy złem a dobrem, auf, der unter anderem von VIVA und MTV gezeigt wurde. Im selben Jahr verließ Dominik Rowicki die Band und für ihn kam Paweł Wolski-Rzewuski. Im Oktober spielte die Band beim Halbfinale der Miss Polen. 2003 gaben sie TV 4 für die Sendung Strefa P ein halbstündiges Interview und ein weiteres für TVP2 in Gość Dwójki. Weitere Interviews wurden von Radio Rock und Jazz Radio ausgestrahlt.
Im Oktober veröffentlichte Wojciech Pilichowski das Album No Bass No Fun, auf dem sich das Lied Kaktus von Plateau befindet.
In Mailand drehten sie 2004 ihr Video zu To nie ty. Im September 2004 begannen sie mit den Aufnahmen zu ihrem Debütalbum MEGALOMANIA, die nach vier Monaten beendet wurden. Zwischendurch spielten sie im Oktober noch auf einem Konzert in Berlin.
Im Januar startete ihre Megalomania Tour 2005 und im Juli traten sie bei Węgorzewo 2005, einem der größten Rockfestivals Polens auf.
Ihren ersten Plattenvertrag unterschrieben sie im August 2005 bei Universal Music Polska und sie nahmen ein Video zu dem Lied Sto lat samotności auf.
Ihr Debütalbum MEGALOMANIA wurde am 3. Oktober 2005 veröffentlicht.

## Namensbedeutung
Ihren Namen lehnen sie an die Plateauphase beim Sex an.

## Diskografie

### Alben
- Set your spirit free (2001, Demo)
- MEGALOMANIA (2005)
- Mistrz tupetu i jego bezczelny cyrk (2007)
- Projekt Grechuta (2011)